# Vincentz Network
Die Vincentz Network GmbH & Co. KG (früher Curt R. Vincentz Verlag) ist ein in Hannover ansässiger Fachverlag für die Branchen Altenhilfe, Lackindustrie, Karosseriebau, technischer Handel und Holzwerker. Neben der Herausgabe von Zeitschriften veranstaltet Vincentz auch Fachmessen und Kongresse.

## Geschichte
Der Verlag wurde 1893 von Curt Rudolf Vincentz gegründet. Seit Januar 2016 gehört auch der Hamburger Fachverlag Ferdinand Holzmann zu Vincentz Network.

## Produktbereiche

### Bereich Lackindustrie
Zeitschriften:
- European Coatings Journal
- Farbe und Lack

Messen und Kongresse:
- European Coatings Show
- American Coatings Show

Darüber hinaus gibt es eine umfangreiche deutsche bzw. englische Fachbuchserie.

### Bereich Technik
Zeitschriften:
- Besser lackieren
- TH Technischer Handel
- HolzWerken

Messen und Kongresse:
- Automotive Circle[2]
- IntAIRCOAT[3]
- Ecolromat[4]
- besser lackieren. Kongress[5]

### Bereich Altenpflege
Zeitschriften:
- Altenheim
- Altenpflege
- Aktivieren
- Car€ Invest
- CAREkonkret
- Häusliche Pflege
- TP - Tagespflege
- proHauswirtschaft

Messen, Tagungen, Fernlehrgänge und Kongresse:
- Altenpflege – die Leitmesse der Pflegewirtschaft (Nürnberg und Hannover im Wechsel)
- Vincentz Akademie[6]
- Altenheim Managertage
- Altenheim Expo[7]
- Häusliche Pflege Managertage
- AltenpflegeKongresse (Herbst und Frühjahr)

### Bereich Möbel – Ferdinand Holzmann Verlag
Zeitschriften:
- möbelkultur
- möbelfertigung
- arcade[8]

Veranstaltungen:
- B2B-Events für die Möbelbranche[9]